# گکوی نقش‌جعبه‌ای
گکوی نقش‌جعبه‌ای (نام علمی: Lucasium steindachneri) نام یک گونه از سرده گکوهای زمینی است.